# Завидна Агафія Родіонівна
Агафія Родіонівна Зави́дна (1890, с. Сулицьке, нині у межах м. Нікополь, Дніпропетровська обл. — 1935, м. Ленінград) — українська борчиня і важкоатлетка, артистка цирку. Учениця Івана Піддубного. Мала зріст 190 см і вагу близько 170 кг.

## Життєпис
Агафія Завидна народилася 1890 року (за іншими даними у 1884 р.) в селі Сулицьке, нині передмістя Нікополя, в багатодітній сім′ї. Дівчинка вирізнялася міцною статурою, високим зростом, мала приємну зовнішність.
У 12 років почала працювати покоївкою в нікопольському готелі мадам Юшкової, де познайомилася з Іваном Піддубним, який приїхав до Нікополя з цирковою виставою. Знаменитий богатир був вражений силою дівчини, яка з легкістю жонглювала важкими гирями. Він запросив Агафію на роботу до свого цирку, допоміг їй створити силові номери, які не могли повторити навіть чоловіки. Дівчина розривала ланцюги, гнула в одній руці підкови, підіймала двопудові гирі, крутила «карусель», тримаючи на плечах залізну рейку, на якій висіли десять чоловіків, здіймала зубами стілець, на якому сидів помічник, клала на груди ковадло, по якому глядачі били ковальським молотом.
У 1904—1910 роках працювала разом з Іваном Піддубним, виступала з ним на турнірах. Від 1911 року почала виступати самостійно у Росії, Європі, Середній та Центральній Азії. Перед Першою світовою війною була єдиною жінкою в Росії, яка отримала патент на право проведення чемпіонатів із французької боротьби. Агафія брала участь у всіх європейських чемпіонатах з французької боротьби й неодмінно перемагала — передусім чоловіків. Її виступи в Європі викликали справжній фурор, вона була сенсацією у світі силового циркового мистецтва.
Агафія Завидна мала численних шанувальників, жоден виступ богатирки не обходився без подарунків. Серед її прихильників був імператор Микола II, який на знак вдячності дозволив силачці вільний виїзд за кордон.
Після Жовтневого перевороту життя борчині різко змінилося. Радянська влада її не визнавала і не дозволяла виїзд на зарубіжні гастролі. Агафія повернулася до рідного Нікополя, виступала на Півдні і Сході України. Під час одного з виступів отримала тяжку травму і вже не могла продовжувати циркову кар′єру. Спочатку вона лікувалась у Грузії, потім поїхала до Ленінграда, де винайняла невеличку квартиру, вела скромне самотнє життя, тяжко хворіла.
1935 року Агафія Завидна померла у лікарні від зараження крові. Рідним не вдалося знайти місце її поховання.

## Вшанування пам'яті
Одна з вулиць Нікополя названа на честь Агафії Завидної.

## Цікаві факти
Родинна легенда розповідає, що увесь свій зароблений за роки гастролювання капітал та коштовності Агафія Завидна зберігала у спеціальних «гирях-схованках», а ключ до них завжди носила на золотому ланцюжку на шиї. Після смерті богатирки всі її особисті речі та унікальні коштовності безслідно зникли.